# Ceja
Ceja je nenaseljeni otočić u Medulinskom otočju, koje se nalazi u Medulinskom zaljevu, na jugu Istre. Otočić leži oko 2 km sjeverno od rta Franina, na vrhu rta Kamenjak.
Površina otoka je 183.396 m2, duljina obalne crte 1643 m, a visina 22 metra.